# August Font i Carreras
August Font i Carreras   (Barcelona, 2 de juny de 1845 - Barcelona, 6 de març de 1924) va ser un arquitecte i professor català.

## Biografia
Alumne avantatjat d'Elies Rogent, es va llicenciar el 21 de novembre de 1869. Va començar la seva activitat professional més destacable a la basílica del Pilar de Saragossa, on va dirigir les obres de restauració i reforçament de la cúpula central. Al costat de Rogent, va intervenir també en la redacció del projecte de la Universitat de Barcelona i en el projecte de restauració de la catedral de Tarragona, i va participar en la restauració de la de Girona.

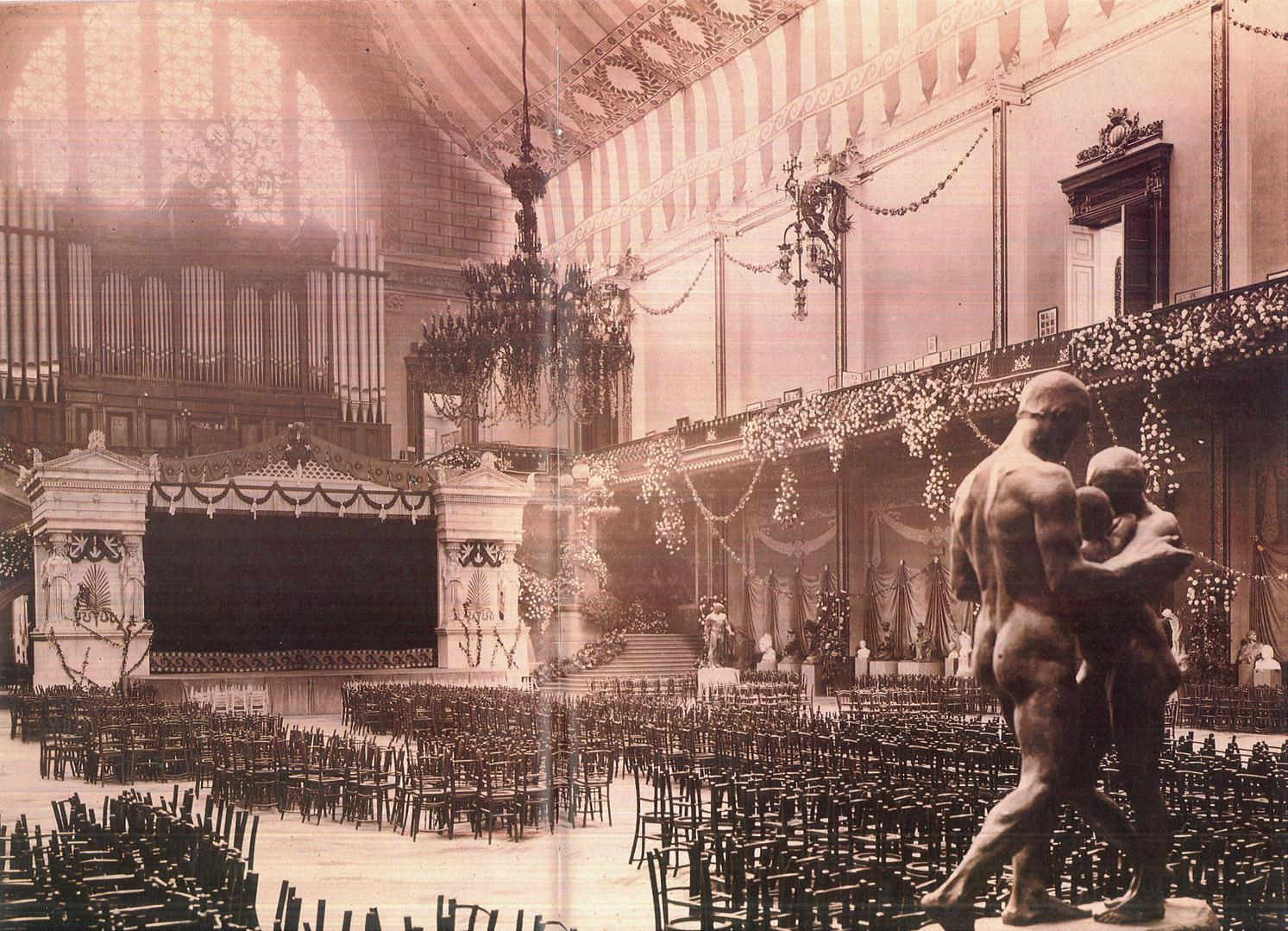
Imatge de l'interior del Palau de les Belles Arts de Barcelona, 1911

Del conjunt de la seva obra destaca especialment la finalització de la façana gòtica de la Catedral de Barcelona, on s'aprecia sobretot la seva habilitat i mestratge per a l'arquitectura neogòtica.
Altres obres remarcables van ser el Palau de Belles Arts de Barcelona (que es trobava dintre de l'Exposició Universal de Barcelona i que va ser enderrocat el 1942), la basílica de Santa Maria de Vilafranca, la plaça de toros de Les Arenes, l'església de Santa Maria de Montalegre a Barcelona, i entre 1879 i 1901, les obres de la restauració romàntica de la Torre d'en Feu a Sabadell.
Fou autor de l'elegant restaurant, cafeteria i sala de ball La Maison Dorée, inaugurat el 1903 a la plaça de Catalunya, de la Torre Brusi, a Sant Gervasi, del Palau de les Heures, a Barcelona, i de la façana de la basílica dels Sants Just i Pastor de Barcelona.
A Vilafranca del Penedès va fer Cal Figarot el 1888, on incorpora elements medievalistes en una edificació particular. Destaca la balconada seguida amb cinc portals de falsos arcs ogivals. Aquesta obra tindrà una repercussió urbana que influirà en futures construccions vilafranquines.
El 1894 esdevingué acadèmic de Belles Arts de Barcelona. També va ser catedràtic de l'Escola d'Arquitectura de Barcelona. I finalment la Torre Font, una de les seves escasses obres modernistes, construïda el 1913 i situada al carrer Sant Joan de la Salle de Barcelona, on l'arquitecte va viure fins al final de la seva vida.